# Citizenfour
«Громадянин чотири» (англ. Citizenfour) — документальний фільм 2014 року, що розповідає про Едварда Сноудена і про викриття ним масового стеження. Стрічка стала лауреатом кількох престижних кінонагород, у тому числі BAFTA, «Супутник» та «Оскар» (див. нижче).

## Сюжет
Цей фільм про Едварда Сноудена, але не про нього. Він про людей, котрі йдуть вперед і ризикують.
Оригінальний текст (англ.)
The film is about Edward Snowden, but not about him. It's about people who come forward and take risks.
— Лора Пойтрас
У січні 2013 року журналістка, кінопродюсер, кінорежисер і кінооператор Лора Пойтрас почала отримувати електронною поштою зашифровані листи від особи, що підписувалася Citizenfour. В них він стверджував, що він — високопоставлений урядовий службовець і має докази того, що Агентство національної безпеки таємно слідкує за мільйонами людей по всьому світу. П'ять місяців після цього вона з двома колегами-журналістами полетіла до Гонконгу, в готель The Mira Hong Kong на зустріч із «Громадянином чотири», справжнє ім'я котрого — Едвард Сноуден.

## В ролях
Через те, що фільм документальний, всі люди в ньому зіграли самі себе.
- Едвард Сноуден
- Гленн Грінвалд[en]
- Вільям Бінні
- Джейкоб Еплбаум
- Джуліан Ассанж
- Лора Пойтрас
- Джеремі Скагілл[en]
- Роберт Тіббо[es]
- Гаррі Прегерсон[en]
- Майкл Дейлі Гокінс[en]

## Створення, прем'єри
В основу фільму було покладено кілька інтерв'ю, які взяла Лора Пойтрас у Едварда Сноудена протягом восьми днів під час його перебування у Гонконзі, але також Пойтрас літала і в Москву, коли Сноуден перебрався туди, для остаточного полірування того, що вийшло.
Фільм зроблений в стилі сінема веріте. Як саундтрек були використані композиції гурту Nine Inch Nails з їх альбому Ghosts I-IV (2008), котрі музиканти передали в суспільне надбання під ліцензією Creative Commons відразу після виходу альбому. Монтаж фільму проводився у Берліні, куди Пойтрас прилетіла з Гонконгу, не повертаючись до США, щоб уникнути зустрічі зі співробітниками ФБР. Всі відзняті матеріали, більше 20 годин запису, були зашифровані і мали багаторівневий захист, зокрема, комп'ютери, на яких проводилися роботи зі створення фільму, були захищених за допомогою так званого «повітряного зазору». Якщо творцям стрічки треба було поговорити, і їх розмова була хоча б частково конфіденційним, вони прибирали з цієї кімнати всі електронні прилади, або виходили з монтажної, залишивши там свої телефони. У фінальних титрах вказані програми і системи, «без яких цей фільм був би неможливий»: Tor, Tails, Debian, OTR, GnuPG, TrueCrypt, SecureDrop. Вже через декілька днів після прем'єри «Фонд електронних рубежів» опублікував їх повний список.
Прем'єра фільму відбулася 10 жовтня 2014 року на Нью-Йоркському кінофестивалі. Основним дистриб'ютором (показ в кінотеатрах США) стрічки виступила компанія The Weinstein Company.

### Прем'єрні покази у кінотеатрах
- США — 24 жовтня 2014 (обмежений), 23 лютого 2015 (по всій країні)
- Велика Британія — 31 жовтня 2014 (обмежений)
- Німеччина — 6 листопада 2014
- Канада — 7 листопада 2014 (тільки в Торонто)
- Данія — 20 листопада 2014
- Австрія — 1 січня 2015
- Австралія — 12 лютого 2015 (обмежений)
- Франція — 4 березня 2015
- Португалія — 12 березня 2015
- Фінляндія — 20 березня 2015
- Іспанія — 27 березня 2015 (обмежений)
- Тайвань, Норвегія — 17 квітня 2015
- Гонконг — 7 травня 2015
- Польща — 15 травня 2015
- Нідерланди — 28 травня 2015[9]

## Критика, протистояння
У цілому, «Громадянин чотири» отримав вельми позитивні відгуки від найрізноманітніших кінокритиків. Журнал Time розмістив його на 8-е місце в своєму списку «10 найкращих фільмів 2014 року», журнал Vanity Fair — на 4-е, блог Grantland — на 3-е. Кінокритик Девід Едельштайн назвав стрічку «авангардним параноїдальним конспірологічним трилером» і порадив глядачам «не купувати квитки на цей фільм онлайн або кредитною карточкою».
Широку підбірку відгуків і рецензій на «Громадянина чотири», опублікованих з 13 жовтня по 25 грудня 2014 року, виклав сайт fandor.com.
У грудні 2014 року 89-літній Хорейс Едвардс, колишній офіцер ВМФ США і колишній секретар канзаського Департаменту транспорту, подав у суд «від імені всього американського народу» на виробників і дистриб'юторів «Громадянина чотири», і на самого Едварда Сноудена. У лютому 2015 року виробники фільму звернулися до Канзаського суду з проханням відхилити цей позов, посилаючись на Першу поправку і прецедент Бартніцьки проти Воппера (2001).
Також у грудні 2014 року були спроби забрати цю стрічку із списку кандидатів на отримання «Оскару» через деякі незначні порушення регламенту цієї премії.

## Нагороди і номінації
| Дата           | Подія                                                    | Номінація                                                 | Нагороджений                                   | Підсумок |
| -------------- | -------------------------------------------------------- | --------------------------------------------------------- | ---------------------------------------------- | -------- |
| 29 жовтня 2014 | DOK Leipzig                                              | Leipziger Ring                                            | «Громадянин чотири»                            |          |
| 1 грудня 2014  | Gotham Awards                                            | Найкращий документальний фільм                            | «Громадянин чотири»                            |          |
| 5 грудня 2014  | Премія Міжнародна асоціація документалістів              | Найкращий Feature                                         | «Громадянин чотири»                            |          |
| 7 січня 2015   | Cinema Eye Honors                                        | Видатне досягнення в документальному кіновиробництві      | «Громадянин чотири»                            |          |
| 7 січня 2015   | Cinema Eye Honors                                        | Найкраща режисура                                         | Лора Пойтрас                                   |          |
| 7 січня 2015   | Cinema Eye Honors                                        | Найкращий монтаж                                          | Матильда Боннефой                              |          |
| 7 січня 2015   | Cinema Eye Honors                                        | Найкраще продюсування                                     | Лора Пойтрас, Матильда Боннефой і Дірк Вілуцки |          |
| 7 січня 2015   | Cinema Eye Honors                                        | Вибір аудиторії                                           | «Громадянин чотири»                            |          |
| 7 січня 2015   | Cinema Eye Honors                                        | Видатне досягнення в кінематографії                       | «Громадянин чотири»                            |          |
| 15 січня 2015  | Нагорода «Вибір кінокритиків»                            | Найкращий документальний повнометражний фільм             | «Громадянин чотири»                            |          |
| 30 січня 2015  | «Едді» — премія товариства Американських кіно-монтажерів | Найкращий монтаж у повнометражному документальному фільмі | Матильда Боннефой                              |          |
| 7 лютого 2015  | Премія Гільдії режисерів Америки                         | Найкраща режисура документального фільму                  | Лора Пойтрас                                   |          |
| 8 лютого 2015  | Премія BAFTA                                             | Найкращий документальний фільм                            | «Громадянин чотири»                            |          |
| 15 лютого 2015 | Премія Супутник                                          | Найкращий документальний фільм                            | «Громадянин чотири»                            |          |
| 21 лютого 2015 | Премія Незалежний дух                                    | Найкращий документальний фільм                            | «Громадянин чотири»                            |          |
| 22 лютого 2015 | Премія Оскар                                             | Найкращий документальний повнометражний фільм             | «Громадянин чотири»                            |          |

На думку журналу Variety, «Громадянин чотири» міг би номінуватися на «Оскар» і в найпрестижнішій номінації — «Найкращий фільм»; цю ж точку зору підтримав журнал The Hollywood Reporter, але у підсумку в цій номінації стрічка не брала участь.